# Felsőbüki Nagy Pál

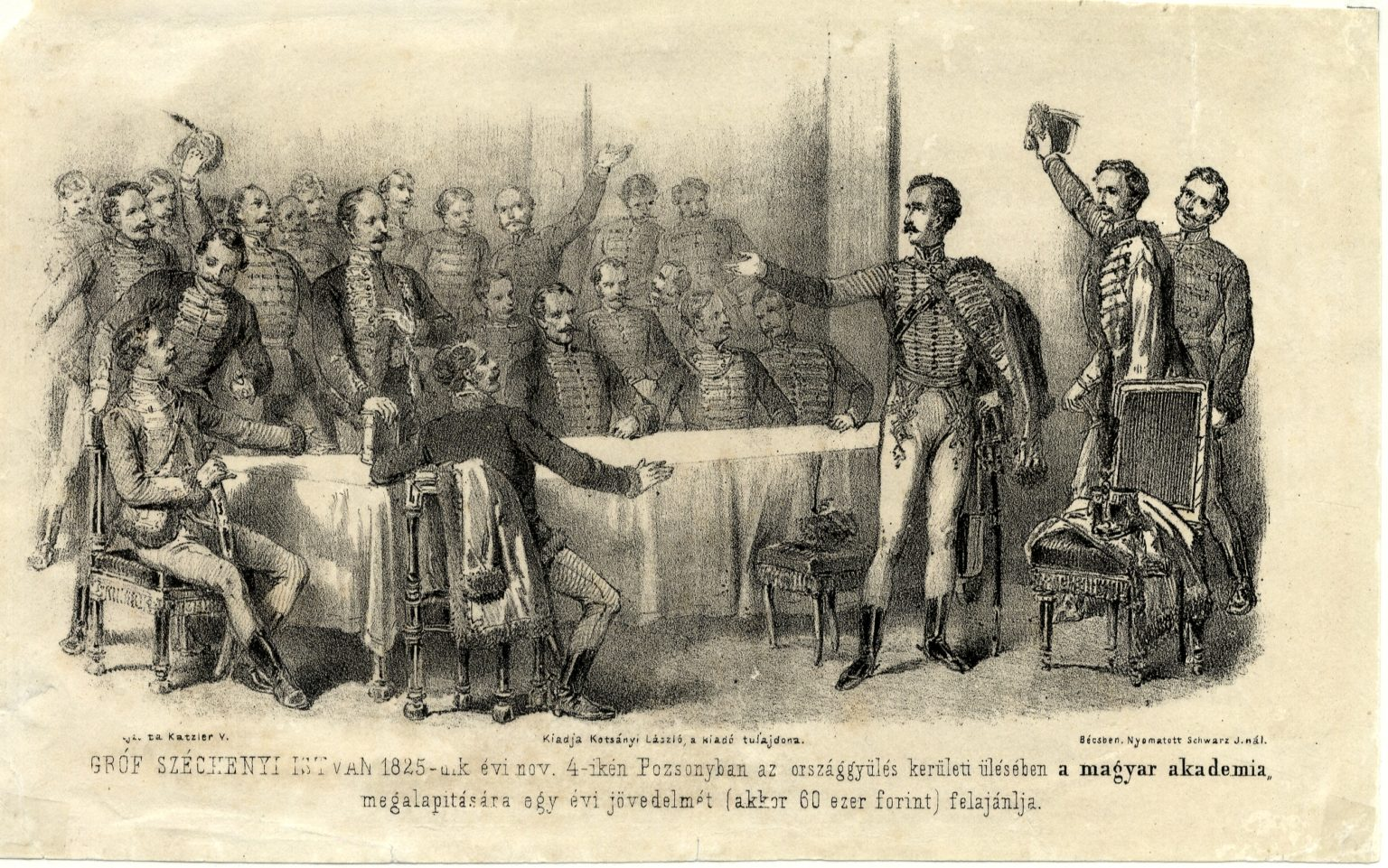
Széchényi István felajánlja birtokainak egyévi jövedelmét egy Tudós Társaság alapítására (Vinzenz Katzler litográfiája)

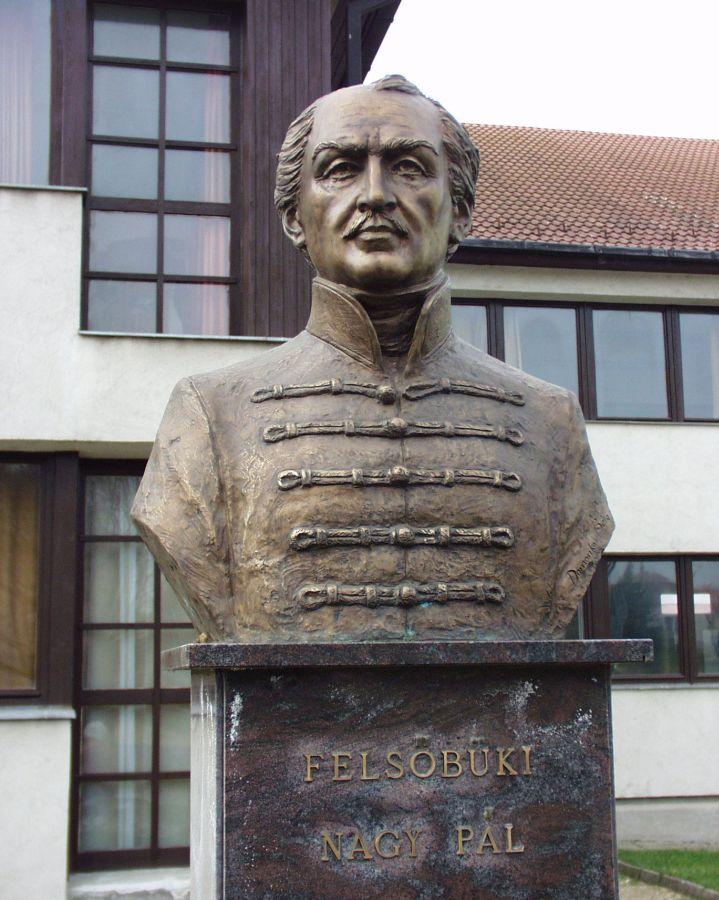
Felsőbüki Nagy Pál szobra az iskola előtt

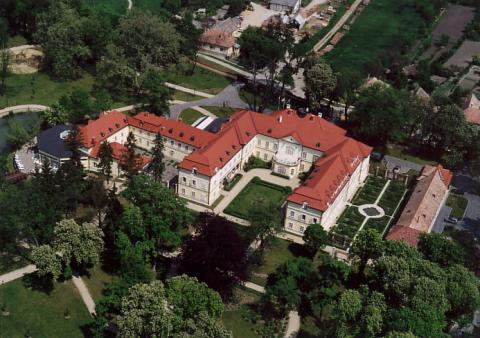
Felsőbüki Nagy–Ürményi kastély

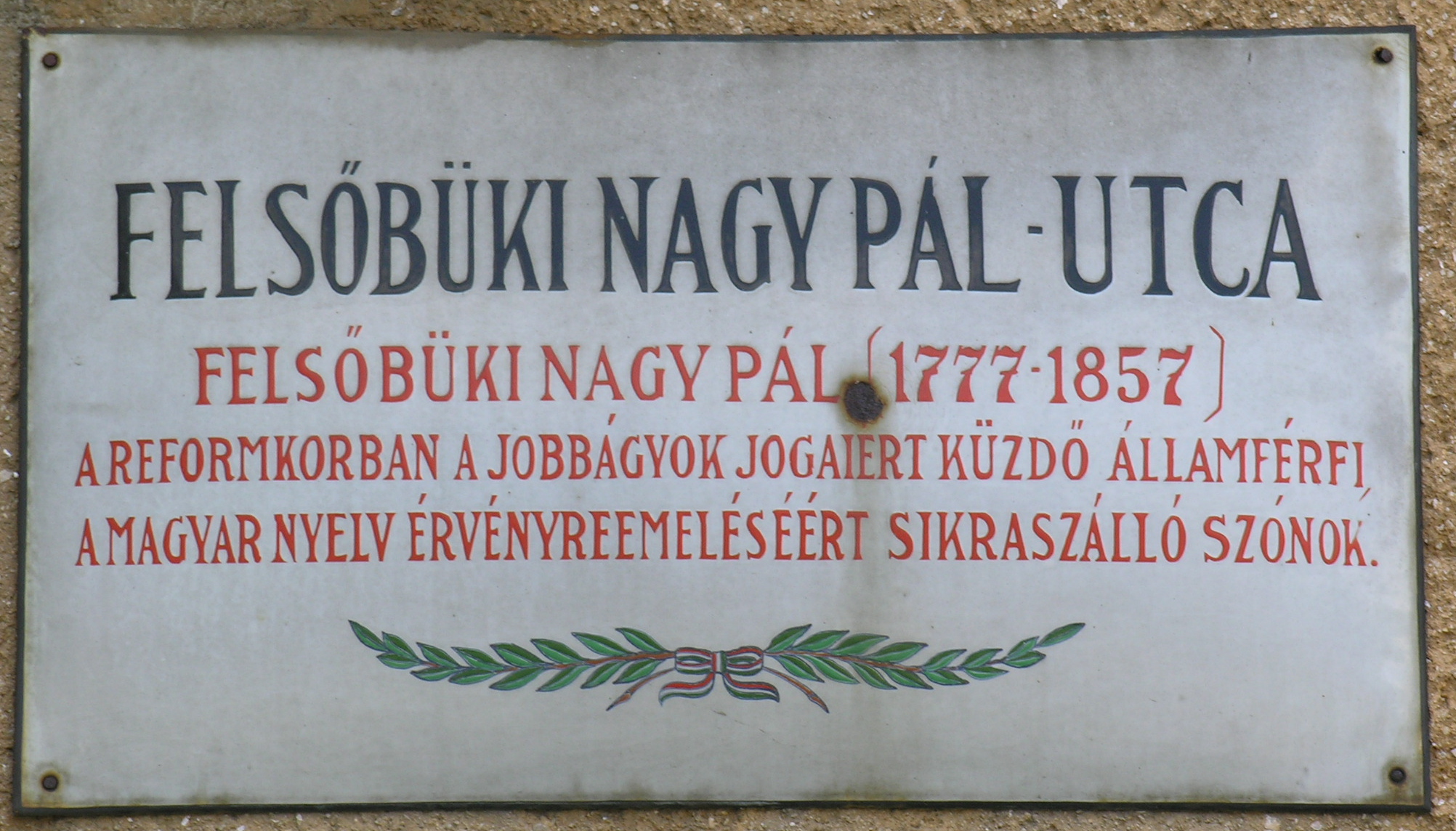
Felsőbüki Nagy Pál emléktáblája Budapest XIV. kerületében

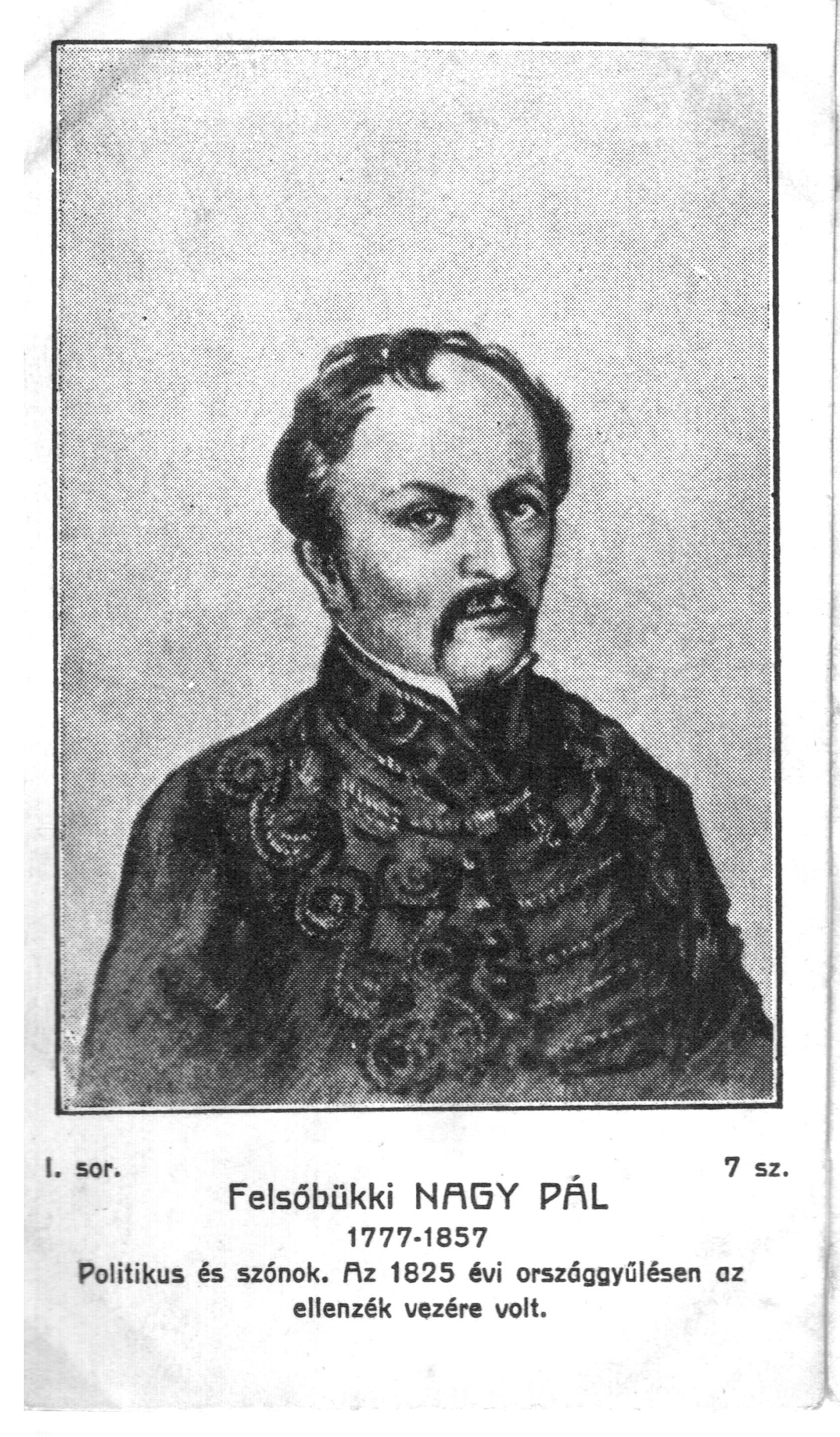
Felsőbüki Nagy Pál pesti kártyasorozaton

Felsőbüki Nagy Pál (Nagy Pál Xav. Ferenc) (Fertőszentmiklós, 1777. október 7. – Bécs, 1857. március 26.) liberális nemesi politikus, országgyűlési követ, az MTA igazgatótanácsának tagja (1830).

## Családja
Édesapja felsőbüki Nagy Sándor (1736–1799), Sopron vármegye főjegyzője, majd alispánja 1779 és 1799 között, valamint országgyűlési követe. Édesanyja perlaki Somogyi Krisztina (1748–1787). Az apai nagyszülei felsőbüki Nagy Pál (1704–1776), szeptemvir, nádori ítélőmester, soproni alispán, földbirtokos és nemes Kecskés Judit (1705–1768) voltak. Az anyai nagyszülei perlaki Somogyi Lipót, földbirtokos és nagybátsi és párisi Bátsmegyey Klára voltak.

## Élete
A szülőháznál kezdte tanulmányait, később a soproni gimnáziumban, majd a pozsonyi Akadémián tanult. Később Pesten volt joghallgató, nagybátyja Nagy József királyi személynök mellett hites jegyző volt és itt szerzett ügyvédi oklevelet is. Az 1797. és 1805. évi nemesi felkelésekben kapitányi és később őrnagyi rangot viselt. Ezután a megyei közélet és gyűlési szereplés nyilvános pályájára lépett és csakhamar kitűnt szónoki tehetségével és rettenthetetlen bátorságával. Először 1805-ben jelölték országgyűlési követnek, majd 1807-ben egyhangúlag meg is választották. Nemes tűzzel emelt szót már akkor is a nép terheinek enyhítése és állapota javítása mellett; merészen ostorozta a lefelé dölyfös, felfelé szolgai, önző oligarchiát, az úrbéri visszaéléseket, a fosztogató adórendszert, a tisztviselők zsarnokságát és a megyei nepotizmust. A monarchia terhes és zilált pénzviszonyai bírálásában is úgy kitüntette magát, hogy a következő országgyűlések is jónak látták e tárgyban az általa kijelölt úton járni. Beszédei többnyire rögtönzöttek voltak. Főként a magyar nyelv ügye és a jobbágyság terheinek enyhítése szolgáltak felszólalásinak témájául. A nemzetiséget az alkotmánynál is fontosabbnak tartotta. Az országgyűlés alatt erősebb kifakadásaiért Bécsbe is idézték «ad audiendum verbum regium». Ezen országgyűlésen írta Idea című emlékiratát, mely a királyi propozíciók tárgyában a királyhoz intézendő felirat alakjában van tartva. Az országgyűlés befejezése után visszatért Sopron megyébe, ahol tovább is folytatta népszószólói szerepét. Hogy mennyire köztiszteletű és népszerű volt ekkor, tanúsítja Berzsenyi Dánielnek ez időtájban hozzá írt lelkes ódája. Kazinczy Ferenctől (1811. február 5.) Széphalomról üdvözlő és hódoló hangú levelet és minden oldalról magasztaló magyar és latin költeményeket kapott; tisztelői pedig megfestették arcképét. Az 1809. és 1813. évi nemesi felkelésekben szintén részt vett és eközben aranysarkantyús vitéz is lett. De a kormány utasítást adott Eszterházy herceg Sopron megyei főispánnak, hogy követté választatását minden áron meggátolja és így az 1808. és 1812. évi országgyűléseken nem vehetett részt.
Ebben az emlékiratában szerinte három nagy veszedelem fenyegeti a magyarságot. Az első problémát az idegenek nemesítése okozza, a másodikat a betelepítés, míg a harmadik gond a külföldi mesterlegények konkurenciája. A beadványban szót ejt még a vallási türelmetlenségről is, és már ekkor is jelentkezik a magyar nyelv ügye iránti érzékenysége.
1825-ben, minden ellenzés dacára, Sopron rendjei őt kiáltották ki országgyűlési követül. Leginkább az ő érdeme volt ekkor az a határozat, amely az úrbéri nemességet adó alá rendelte íratni. Védte a magyar alkotmányt és megtámadta kinövéseit. Az előleges sérelmek összeállítása nagy részben az ő hatása alatt készült. Főképpen az ő lángszavainak köszönhető, hogy a Magyar Tudományos Akadémia eme országgyűlés folytán, Széchenyi István és társainak nagylelkű ajánlata alapján létrejött. A november 3-ai kerületi ülésen tartotta azt az elragadó beszédet, mely az akadémiát eredményezte. Az 1830. évi országgyűlésen ismét jelen volt, de itt már úgy látszik megdöbbenve állott meg a rendszerén messze túl menő eszmék áramlatával szemben és ettől fogva mindinkább konzervatív és mérséklő úton kezdett járni és több ízben határozottan fellépett a demokrata eszmék ellen, a kormányt támogatta. Ennek hatására sokan elfordultak tőle, Nagy Pál pedig fokozatosan a háttérbe húzódott. Az 1832-36. és 1839-40. évi országgyűléseken népszerűségét már teljesen elvesztette. Az 1840. évi országgyűlés után, melyen még egész bécsi befolyását felhasználta a politikai elítéltek megmentésére, végképp visszalépett a közpályáról és olykor csak a Sopron vármegyei gyűléseken hallatta éles bírálatát a nemtetsző állapotok felett. Az 1848-49-es mozgalmakban nem szerepelt. Az erre következő abszolút rendszer ellen azonban, a döblingi prófétával együtt, a nem kompromittált hazafi bőven szórta élcei találó nyilait. Falusi birtokán és Pozsonyban élt Pálffy gróf zárgondnokának minőségében; élete végső éveit pedig Bécsben és a Bécs melletti Inzersdorfban élte át. Meghalt 1857. március 26-án Bécsben. A Magyar Tudományos Akadémián 1874. január 26-án Tóth Lőrinc tartott fölötte emlékbeszédet. A büki katolikus templom parkjában nyugszik, sírhelyét a Nemzeti Emlékhely és Kegyeleti Bizottság „A” kategóriában a Nemzeti Sírkert részévé nyilvánította.

## Munkái
- Idea (emlékirat, 1807)
- A lengyelek ügyében (Toldy István: A magyar politikai szónoklat kézikönyve, Pest, 1866. Közli Nagy Pál beszédét, 1833)
- Az örökváltság tárgyában (1835)
- A szólásszabadságról (1839)

## Emlékezete
- Tóth Lőrinc: Felsőbüki Nagy Pál emlékezete
- Csengery Antal: Nagy Pál. In: Jellemrajzok. Bp., 1898. 3-26. old.
- Felsőbüki Nagy Pál emléktáblája Budapest XIV. kerületében
- Róla nevezték el a kapuvári gimnáziumot